# Myła (Buriacja)
Myła (ros. Мыла) – wieś (ułus) w Rosji, w Buriacji, w rejonie zakamieńskim. W 2010 liczyła 664 mieszkańców.